# 雅克·鲁
雅克·鲁（法語：Jacques Roux，法語發音：[ʒak ʁu]；1752年8月21日（出生于夏朗德省的普朗扎克。）—1794年2月10日（于比塞特尔监狱自刃。）），法国大革命时期政治人物，他与让-弗朗索瓦·瓦尔莱和让-泰奥菲勒·勒克莱尔一起领导了激进革命运动，运动始于1793年初，目的是为了应对1793年经济危机。1793年，在工资保持不变的情况下，基本食品特别是小麦的价格上涨到了惊人的水平。忿激派主张对所有必须食品征税、镇压投机商、实行征粮制并向富人征税，毫不犹豫地对国民公会和主张经济自由的山岳派支持者进行暴力质疑和威胁。1793年9月恐怖的开始，标志了他们计划的胜利和被捕，埃贝尔派继承了他们的影响力和军队。他是一位向《教士的公民组织法》宣誓过的神父。人称“红神父”。他是忿激派的主要领导人。主张保護私有財產和激進的平均主義，並对反革命采取極端激进的恐怖政策。

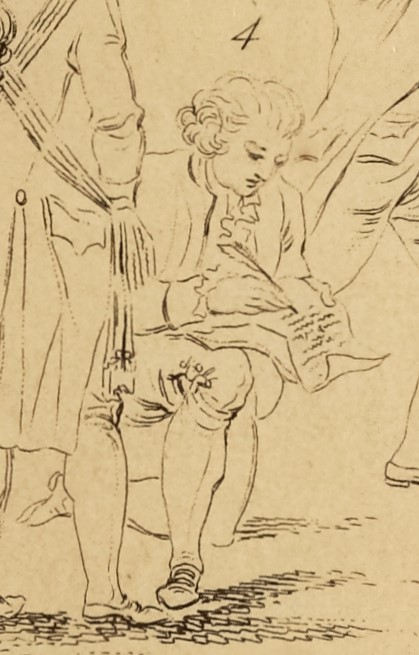
雅克·鲁
（佚名，版画，局部，卡纳瓦雷博物馆，18世纪末）

## 评价
他戏剧性的死亡并不能掩盖这个人物的过火行为和他的矛盾，因为他在最后的著作中谴责了他自抵达巴黎以来所要求的一切。他以某种基督教的名义——这仍然使他对恐怖期间进行的举动麻木不仁——帮助穷人，以至于在最大的罪人眼中他看起来像一个无政府主义者。
鲁不是理论家，他看到了苦难，谴责了滥用行为，提出了事实向他建议的经验解决方案。与他偶尔的盟友不同的是，他不会逃避，并将遵循他的信念强加的逻辑到底。
毫无疑问，当他自杀时，他完全意识到，当时的统治者不仅不再记得他所提供的帮助，尤其是在消灭吉伦特派方面，但更重要的是，在他要求的法律获得通过的同时，旨在打击垄断者和股票交易者的嫌疑人法却转向了对他的反对。
他成为了忿激派要求的这场恐怖活动的第一批受害者之一。如果他的主意成功了，他会做什么？经济和社会的限制如此强大，以致于1793年3月至10月期间在1793年6月28日侮辱过他的当权者被迫屈服并采纳他提出的所有措施。毫无疑问，执行的热情不高，但它们在事实上没有带来预期的救济。

雅克·鲁所捍卫的乌托邦在保卫
生命和安全、面包和工作
的具体权利方面无疑过于强烈。

让·蒂拉尔认为，他的被捕可以被视为标志着革命的结束：
革命在1799年结束了吗？或者更确切地说是在罗伯斯庇尔去世时？或者，更令人信服的是，当国民公会表达了财产权不应该受到影响的愿望并明确表示革命是资产阶级为资产阶级而进行的并因此逮捕了雅克·鲁的时候？

## 外部連結
- Jacques Roux Internet Archive （页面存档备份，存于） on 馬克思主義文庫
- Jean-François Varlet Internet Archive （页面存档备份，存于） on 馬克思主義文庫